# Guitar Hero: Smash Hits
Guitar Hero: Smash Hits (na Europa, conhecido como: Guitar Hero: Greatest Hits) é um jogo musical da série Guitar Hero. O jogo tem 48 canções dos 5 primeiros jogos da série: Guitar Hero, Guitar Hero II, Guitar Hero Encore: Rocks the 80s, Guitar Hero III: Legends of Rock e Guitar Hero: Aerosmith. Todas as canções tem suporte para bateria e microfone, além da guitarra e do baixo. O jogo lançou no dia 16 de junho de 2009 para PlayStation 2, PlayStation 3, Xbox 360, Wii, Wii U

## Tilha Sonora
| Ano  | Canção                                | Artista                       | Jogo de origem                    | Local                  |
| ---- | ------------------------------------- | ----------------------------- | --------------------------------- | ---------------------- |
| 1977 | "Back in the Saddle"                  | Aerosmith                     | Guitar Hero: Aerosmith            | London Sewerage System |
| 1983 | "Bark at the Moon"                    | Ozzy Osbourne                 | Guitar Hero                       | Atlantis               |
| 1977 | "Barracuda"                           | Heart                         | Guitar Hero III: Legends of Rock  | Polar Ice Cap          |
| 2005 | "Beast and the Harlot"                | Avenged Sevenfold             | Guitar Hero II                    | Great Wall of China    |
| 1976 | "Carry On Wayward Son"                | Kansas                        | Guitar Hero II                    | London Sewerage System |
| 1987 | "Caught in a Mosh"                    | Anthrax                       | Guitar Hero Encore: Rocks the 80s | Great Wall of China    |
| 1990 | "Cherry Pie"                          | Warrant                       | Guitar Hero II                    | Grand Canyon           |
| 1991 | "Cowboys from Hell"                   | Pantera                       | Guitar Hero                       | Great Wall of China    |
| 2007 | "Cult of Personality"                 | Living Colour                 | Guitar Hero III: Legends of Rock  | Great Wall of China    |
| 1982 | "Electric Eye"                        | Judas Priest                  | Guitar Hero Encore: Rocks the 80s | Great Wall of China    |
| 1973 | "Free Bird"                           | Lynyrd Skynyrd                | Guitar Hero II                    | Atlantis               |
| 2006 | "Freya"                               | The Sword                     | Guitar Hero II                    | The Sphinx             |
| 1977 | "Godzilla"                            | Blue Öyster Cult              | Guitar Hero                       | Polar Ice Cap          |
| 1993 | "Heart-Shaped Box"                    | Nirvana                       | Guitar Hero II                    | Amazon Rainforest      |
| 2004 | "Hey You"                             | The Exies                     | Guitar Hero                       | Grand Canyon           |
| 1980 | "Hit Me with Your Best Shot"          | Pat Benatar                   | Guitar Hero III: Legends of Rock  | Amazon Rainforest      |
| 1982 | "I Love Rock 'n' Roll"                | Joan Jett and the Blackhearts | Guitar Hero                       | Amazon Rainforest      |
| 1984 | "I Wanna Rock"                        | Twisted Sister                | Guitar Hero Encore: Rocks the 80s | Polar Ice Cap          |
| 1974 | "Killer Queen"                        | Queen                         | Guitar Hero                       | Amazon Rainforest      |
| 1992 | "Killing in the Name"                 | Rage Against the Machine      | Guitar Hero II                    | Polar Ice Cap          |
| 2004 | "Laid to Rest"                        | Lamb of God                   | Guitar Hero II                    | Great Wall of China    |
| 2006 | "Lay Down"                            | Priestess                     | Guitar Hero III: Legends of Rock  | Polar Ice Cap          |
| 1979 | "Message in a Bottle"                 | The Police                    | Guitar Hero II                    | Grand Canyon           |
| 2006 | "Miss Murder"                         | AFI                           | Guitar Hero III: Legends of Rock  | Polar Ice Caps         |
| 1997 | "Monkey Wrench"                       | Foo Fighters                  | Guitar Hero II                    | The Sphinx             |
| 1976 | "More Than a Feeling"                 | Boston                        | Guitar Hero                       | Grand Canyon           |
| 1988 | "Mother"                              | Danzig                        | Guitar Hero II                    | London Sewerage System |
| 2002 | "No One Knows"                        | Queens of the Stone Age       | Guitar Hero                       | London Sewerage System |
| 1988 | "Nothin' but a Good Time"             | Poison                        | Guitar Hero Encore: Rocks the 80s | The Sphinx             |
| 1989 | "Play With Me"                        | Extreme                       | Guitar Hero Encore: Rocks the 80s | Atlantis               |
| 1990 | "Psychobilly Freakout"                | Reverend Horton Heat          | Guitar Hero II                    | Atlantis               |
| 1986 | "Raining Blood"                       | Slayer                        | Guitar Hero III: Legends of Rock  | Atlantis               |
| 1975 | "Rock and Roll All Nite"              | Kiss                          | Guitar Hero III: Legends of Rock  | Amazon Rainforest      |
| 1984 | "Round and Round"                     | Ratt                          | Guitar Hero Encore: Rocks the 80s | London Sewerage System |
| 1983 | "Shout at the Devil"                  | Mötley Crüe                   | Guitar Hero II                    | Amazon Rainforest      |
| 1972 | "Smoke on the Water"                  | Deep Purple                   | Guitar Hero                       | Amazon Rainforest      |
| 1999 | "Stellar"                             | Incubus                       | Guitar Hero                       | Grand Canyon (Encore)  |
| 1990 | "Stop!"                               | Jane's Addiction              | Guitar Hero II                    | The Sphinx             |
| 2002 | "Take It Off"                         | The Donnas                    | Guitar Hero                       | The Sphinx             |
| 2004 | "Take Me Out"                         | Franz Ferdinand               | Guitar Hero                       | Grand Canyon           |
| 1992 | "Them Bones"                          | Alice in Chains               | Guitar Hero II                    | Polar Ice Cap          |
| 2006 | "Through the Fire and Flames"         | DragonForce                   | Guitar Hero III: Legends of Rock  | Quebec City            |
| 1992 | "Thunder Kiss '65"                    | White Zombie                  | Guitar Hero                       | London Sewerage System |
| 1996 | "Trippin' on a Hole in a Paper Heart" | Stone Temple Pilots           | Guitar Hero II                    | The Sphinx (Encore)    |
| 1983 | "The Trooper"                         | Iron Maiden                   | Guitar Hero II                    | Great Wall of China    |
| 1992 | "Unsung"                              | Helmet                        | Guitar Hero                       | Polar Ice Caps         |
| 2006 | "Woman"                               | Wolfmother                    | Guitar Hero II                    | Grand Canyon           |
| 1981 | "YYZ"                                 | Rush                          | Guitar Hero II                    | The Sphinx             |